# جینا تورس
 جینا تورس (انگلیسی: Gina Torres؛ زادهٔ ۲۵ آوریل ۱۹۶۹) یک هنرپیشه اهل ایالات متحده آمریکا است. وی از سال ۱۹۹۲ میلادی تاکنون مشغول فعالیت بوده‌است.
از نقش‌های مهم اخیر وی می‌توان به بازی در نقش جسیکا پیرسون در مجموعهٔ تلویزیونی سوتس که از شبکهٔ یواس‌ای نتورک پخش می‌شود، اشاره کرد.